# Kończyce (Basses-Carpates)
Pour les articles homonymes, voir Kończyce.
Kończyce est une localité polonaise de la gmina et du powiat de Nisko en voïvodie des Basses-Carpates.